# Вохомское сельское поселение
Вохо́мское се́льское поселе́ние — муниципальное образование в Вохомском районе Костромской области.
Административный центр — посёлок Вохма.

## История
Вохомское сельское поселение образовано 30 декабря 2004 года в соответствии с Законом Костромской области № 237-ЗКО, установлены статус и границы муниципального образования.

## Население
| 2008  | 2010  | 2012  | 2013  | 2014  | 2015  | 2016  |
| ----- | ----- | ----- | ----- | ----- | ----- | ----- |
| 5112  | ↘4696 | ↘4619 | ↘4561 | ↘4464 | ↘4403 | ↘4358 |
| 2017  | 2018  | 2019  | 2020  | 2021  |       |       |
| ↗4378 | ↗4385 | ↘4307 | ↘4257 | ↘4114 |       |       |

## Состав сельского поселения
| № | Населённый пункт | Тип населённого пункта          | Население |
| - | ---------------- | ------------------------------- | --------- |
| 1 | Бережок          | посёлок                         | ↗219      |
| 2 | Вохма            | посёлок, административный центр | ↘3928     |
| 3 | Маяк             | посёлок                         | ↗155      |
| 4 | Шабашиха         | деревня                         | ↘0        |
| 5 | Щипицыно         | деревня                         | →0        |

Деревня Щипицыно, присоединённая в 1987 году к посёлку Вохма, в 2013 году вновь выделена в самостоятельный населённый пункт и включена в состав сельского поселения.